# Pie’ di marmo
A Pie’ di marmo (Márványláb) ókori szobortöredék, amely Róma belvárosában, egy utcasarkon áll.

## Története
A több mint 1 méter hosszú márvány lábfej egy talapzaton áll Róma Pigna kerületében, közel a Pantheonhoz, a Via Santo Stefano del Cacco és a róla elnevezett Via del Casal Pie di Marmo sarkán. A lábfej egykor egy kolosszális szoborhoz tartozhatott, mely a becslések szerint nagyjából nyolc méter magas lehetett.
A bal lábfejet és talapzatát egyetlen márványtömbből faragták ki. A láb az antik görög és római viseletnek megfelelő szandált visel: a talpat bőrszíjak rögzítik a lábfejhez. Elképzelhető, hogy a hozzá tartozó szobor akrolith volt, vagyis csak egyes részei voltak márványból, többi része, például a teste, olcsóbb anyagból, esetleg fából készült, melyet drapéria borított. Az alkotás valószínűleg az Ízisznek szentelt egyiptomi szentélyben állt.
A 16. században a Pie’ di marmo a róla elnevezett utca és a Piazza del Collegio sarkán állt, de 1878-ban hátrébb helyezték, hogy helyet csináljanak II. Viktor Emánuel olasz király temetési menetének. A szobortöredék azóta áll mostani helyén.